# Zveza lions klubov Slovenije

## Organiziranost
Zveza Lions klubov, Distrikt 129, Slovenija združuje 58 Lions klubov z okoli 1.500 člani. V zvezi deluje tudi 19 Leo klubov z okoli 200 člani. Slovenska zveza Lions klubov je na podlagi zemljepisne delitve razdeljena v 2 regiji in 10 con. Slovenija je med državami z največjo gostoto članov LK na število prebivalcev.
Zveza Lions klubov, Distrikt 129, Slovenija je član Lions Clubs International (LCI), ki je največja mednarodna prostovoljna humanitarna organizacija na svetu, deluje v največ državah sveta, ima preko 1,35 milijona članov, ki so združeni v 46.000 klubih.

## Poslanstvo
Poslanstvo vsakega Lions kluba na svetu je ustvarjanje in krepitev sporazumevanja med ljudmi vsega sveta, človekoljubnost, prostovoljna pomoč lokalno in širše, kjerkoli se pojavi potreba za pomočjo in zmožnost kluba, da pomaga.

## Lionizem v Sloveniji

### Zgodovina
Prvi v Sloveniji in takratni Jugoslaviji je bil 18. maja 1990 ustanovljen Lions klub Ljubljana. Po večmesečnih pripravah in ob botrstvu LC Klagenfurt Carinthia ga je ustanovil Borut Miklavčič.

### Slovenski Lionsi danes
V tridesetih letih delovanja so slovenski Lionsi v človekoljubne namene zbrali več kot 10 milijonov evrov, ogromno je tudi opravljenih ur prostovoljnega. Sredstva so namenjena posameznikom, največkrat kot pomoč slepim in slabovidnim ali drugače zdravstveno prizadetim, odrinjenim na družbeni in socialni rob, kot tudi organizacijam, v večini za nabavo pripomočkov za boljšo kakovost življenja.

## Cilji Lionizma
- Ustvarjati in krepiti duha sporazumevanja med ljudmi vsega sveta.
- Podpirati državnike in državljane pri njihovem delu v korist skupnosti.
- Zavzemati se za javno, kulturno, socialno in moralno blaginjo.
- Povezovati klube v prijateljstvu, zdravem tovarištvu in medsebojnem razumevanju.
- Omogočati odkrito obravnavo vseh vprašanj, vendar brez politične, strankarske in verske nestrpnosti.
- Uveljavljati v zasebnem in javnem življenju visoka etična načela ter spodbujati ljudi k prostovoljnemu delu za skupnost.
Osnovni cilj lionizma je pomagati vsem, ki so pomoči potrebni. Temeljni program lionizma, skrb za slepe in slabovidne, se dopolnjuje s pomočjo slušno prizadetim, podpira socialnim programom, boj proti drogam, pomoč pri nabavi medicinske opreme, varovanje okolja, pomoč otrokom in mladim. Klubi se dnevno v okviru svojih zmožnosti odzivajo na potrebe pomoči potrebnih.

## Prisega
PRISEŽEM:
- da bom spoštoval pravila in statut kluba, distrikta in Mednarodne zveze Lions klubov
- da se bom udeleževal klubskih srečanj
- da bom sodeloval pri dejavnostih kluba in se zavzemal za njegove cilje
- da bom moralno in denarno ter s svojim delom pomagal v klubu in si prizadeval za razvoj lionizma
- da bom zavzeto pomagal povsod, kjer potrebujejo pomoč
- da se bom ravnal po etičnih načelih

## Etična načela
Verjamem v vrednost svojega poklicnega dela in si poskušam pridobiti ugled dobrega delavca v korist skupnosti.
Prizadevam si biti uspešen pri svojem poklicnem delu in pričakujem za to ustrezno povračilo, vendar ne za ceno samospoštovanja in kakovosti. 
Zavedam se, da ne smem z uveljavljanjem samega sebe škodovati drugim in da moram spoštovati svoje sodelavce, stranke in samega sebe. 
Nesebično rešujem dvome o pravicah ali etiki svojega položaja ali odnosa do drugih.
Vem, da je prijateljstvo cilj, ne pripomoček, in da pravo prijateljstvo ni v koristoljubju, temveč v pomaganju. 
Spoštujem svoje dolžnosti do naroda, države in skupnosti in jim ostajam zvest v misli, besedi in dejanju ter jim nesebično namenjam svoj čas, delo in denar. 
Pomagam bližnjim, jih tolažim v nesreči, jih podpiram v stiski in rešujem v revščini. 
Gradim, ne podiram, sem obziren v kritiki in nesebičen pri pohvali.

## Geslo
We Serve - Pomagamo

## Spletna stran Zveze Lions klubov, D-129 Slovenija
https://www.lions.si/